# Don’t Drink Evil Things
Don’t Drink Evil Things – pierwszy singel z 25 Cents for a Riff, czternastego albumu studyjnego Acid Drinkers.

## Notowania
- Uwuemka (Olsztyn): 5[3]
- Lista Przebojów Trójki: 16[4]
- Lista Przebojów Portalu E-migrant.eu (Benelux): 33[5]
- Turbo Top: 1[6]

## Teledysk
Opublikowano w serwisie YouTube 6 października 2014. Za scenariusz, reżyserię, zdjęcia i montaż odpowiada Marcin Pawełczak.